# Franz zur Nedden
Franz K. Rudolph zur Nedden (* 2. Juli 1881 in Berlin; † 23. Oktober 1954 ebenda) war ein deutscher Ingenieur und Energiefachmann. Er leitete die Sachverständigenausschüsse des Reichskohlenrats und wirkte zudem langjährig als Schriftleiter.

## Leben
Franz zur Nedden war der Sohn eines Zivilngenieurs. Sein Vater starb früh, sodass er in der Fremdenpension seiner Mutter aufwuchs. Er studierte an der Technischen Hochschule Berlin Maschinenbau und an der Humboldt-Universität zu Berlin Volkswirtschaftslehre und war anschließend für kurze Zeit als Assistent an der Technischen Hochschule Aachen tätig. Danach arbeitete er für Pumpenfabriken in England, Südafrika, Kanada und den Vereinigten Staaten. Im Jahr 1917 wurde er stellvertretender Direktor beim Reichskommissar für die Kohleverteilung in Berlin. Darauf folgend war er bis 1934 Geschäftsführer der technisch-wissenschaftlichen Sachverständigenausschüsse des Reichskohlenrats. Im Anschluss war zur Nedden von 1934 bis 1938 Direktor des Deutschen Vereins von Gas- und Wasserfachmännern (DVGW). In den Folgejahren war er bis 1945 Leiter den Zentralbüros sowie der literarischen Abteilung der Auergesellschaft, da er von der NSDAP aus seiner Stellung beim DVGW gedrängt wurde.
Im Jahr 1924 leitete Franz zur Nedden zusammen mit Georg Klingenberg und Conrad Matschoß die deutsche Delegation auf der ersten Weltkraftkonferenz. Auch auf der Folgekonferenz 1930 in Berlin war er in verantwortlicher Position tätig. 1933 wurde er ehrenamtlicher Geschäftsführer des Deutschen Nationalen Komitees der Weltkraftkonferenz. Insgesamt war er fast drei Jahrzehnte lang im Namen der Weltkraftkonferenz tätig. Auch auf dem Internationalen Kohlekongress 1928 in Pittsburgh vertrat er die deutsche Energiewirtschaft. An der Weltkraftkonferenz 1950 nahm er als Privatperson teil, da Westdeutschland noch nicht zur Teilnahme zugelassen war.
Franz zur Nedden war bei zahlreichen Fachzeitschriften eingebunden. Er leitete zehn Jahre das Archiv für Wärmewirtschaft und Dampfkesselwesen, nach dem Zweiten Weltkrieg dann Brennstoff, Wärme, Kraft, deren Herausgeber er zum Zeitpunkt seines Todes war. Weitere Zeitschriften, die er betreute oder bei denen er sich einbrachte, waren unter anderem Konstruktion, Der Deutsche Volkswirt, Das Gas- und Wasserfach, Natur und Technik und Neues Kraftfahrzeugblatt. In den 1930er-Jahren wurde er zu einem energiewirtschaftlichen Thema promoviert.
Franz zur Nedden war Mitglied (Mitgliedsnummer: 07085) des Vereins Deutscher Ingenieure (VDI). In diesem machte er sich für eine planmäßige Unterweisung von Praktikanten in der Ingenieurausbildung stark. Er arbeitete auf literarisch-technischem Gebiet eng mit dem VDI-Direktor Conrad Matschoß zusammen.

## Ehrungen
- 1951: VDI-Ehrenzeichen[9][10]
- 1953: Ehrenmitgliedschaft des DVGW[11]
- 1954: Verdienstkreuz des Verdienstordens der Bundesrepublik Deutschland[12]
- 1954: Ehrenmitgliedschaft des Berliner Bezirksvereins des VDI[12]

## Schriften (Auswahl)
- Das praktische Jahr des Maschinenbau-Volontärs. Springer, Berlin/Heidelberg 1907.
- Energiepolitik und Produktionskostenverminderung. Verlag Deutsche Kohlenzeitung, Berlin 1924.
- Wie spare ich Kohle? VDI-Verlag, Berlin 1925.
- Der Wert der Wärmeersparnis erläutert an der elektrowirtschaftlichen Gesamtstatistik Deutschlands und der Vereinigten Staaten von Amerika 1912–1934. Oldenbourg, München/Berlin 1936.